# Quine-paradoxon
A Quine-paradoxon, más néven a referencia problémája azt a dilemmát jelenti, hogy miként érthető meg a szavak jelentése, ha azok a világ számos vonására utalhatnak, és egyetlen tárgy vagy jelenség is több különböző részből, sajátosságból áll, amelyekre szintén utalni lehet. A problémafelvetés egy amerikai filozófus, Willard van Orman Quine (1908-2000) nevéhez fűződik. 
Ezzel a többértelműséggel elsősorban a nyelvet elsajátító gyermekek találkoznak. A gyermek, eleinte felfedezi, hogy a hangsorok, melyeket hall, szavak, és a valóság egy-egy részletére (tárgyakra, cselekvésekre, viszonyokra) utalnak. Ezután pedig arra is rá kell jönnie, hogy a szó, amellyel egy adott kontextusban találkozik, mire vonatkozik a számos lehetséges dolog közül. Például amikor egy édesanya odafordul gyermekéhez, és az udvar felé nézve azt mondja: macska, a gyermeknek el kell döntenie, hogy a macska szó mire vonatkozik: magára a szőrös, nyávogó állatra az udvaron, annak esetleg valamely sajátosságára (fekete szín, szőrös, élőlény…), egy másik élőlényre, vagy cselekvésre.
Azt a rejtélyt, hogy hogyan érti meg mégis a gyerek az anyját, nem sikerült kielégítően megfejteni, de ismert néhány tény, amely részben magyarázatot ad. Először is a gyerek a szülőkkel folytatott interakció során tanulja meg a szavak jelentését, segítik őt a szülők visszajelzései, a szituáció, amelyben az új szó elhangzik. Michael Tomasello szerint például a nyelvelsajátításban nagyon nagy szerepe van, a bizonyos szituációkban létrejövő, közös figyelmi helyzetnek, amely leginkább az anya és a gyermek között valósul meg. Ez azt jelenti, hogy ha az anya néz valamire és rá is mutat arra a valamire, akkor a gyermek is odanéz, majd visszatekint édesanyja arcára, és úgymond leolvassa az anya adott tárgyhoz, vagy személyhez kapcsolódó érzelmeit. Ha például az anya kedvesen mosolyogva rámutat a gyermek édesapjára, és kimondja nevét, akkor a gyermek, amellett, hogy megtanulja az „apa” szót, az anya apával kapcsolatos attitűdjeit is némileg átveszi. Kísérletileg is igazolták, hogy az a fontos, hogy az anya ténylegesen hová néz, nem az, hogy hová mutat, ugyanis a gyermek az anya arcát fürkészi, mielőtt ő maga megkeresné szemével az adott tárgyat.
Másodszor a gyerekeket jellemzi néhány alapvető megismerési elv, mint például az egész tárgy elve, vagyis amikor egy új szót hallanak, azt feltételezik, hogy az az egész tárgyra vonatkozik, nem csak valamely részére, illetve a kölcsönös kizárás elve, vagyis annak a feltételezése, hogy általában egy tárgyhoz csak egy név tartozik, így használhatják a már ismert szavaikat amikor megpróbálják kitalálni mit jelent az új szó. 
Ezen túl a nyelvtanulás egy folyamat, és a szavak végleges jelentése szituációk sokaságán át formálódik. 
És végül talán a legfontosabb: nem vesszük figyelembe az összes logikailag helyes lehetőséget mikor a jelentésre következtetünk, mivel velünk született feltevésekkel rendelkezünk a világról, ezért képesek vagyunk helyes általánosításokat levonni a rendelkezésünkre álló információkból.